# Железничка станица Врањска Бања
Железничка станица Врањска Бања је једна од железничких станица на прузи Ниш-Прешево. Налази се у насељу Врањска Бања у градској оптшини Врањска Бања, у граду Врању. Пруга се наставља ка Врању у једном и Прибоју Врањском у другом смеру. Железничка станица Врањска Бања састоји се из 3 колосека.